# Arachnodes globulosus
Arachnodes globulosus là một loài bọ cánh cứng trong họ Bọ hung (Scarabaeidae).